# داء الكلية الكيسي المكتسب المرتبط بسرطانة الخلية الكلوية
داء الكلية الكيسي المكتسب المرتبط بسرطانة الخلية الكلوية هوَ نَوع نادر من أنواع سرطانة الخلية الكلوية.